# ジョナサン・フリーニー
ジョナサン・フリーニー（Jonathan Freeny 1989年6月15日 - ）は、フロリダ州マーゲイト出身の元アメリカンフットボール選手。NFLのマイアミ・ドルフィンズ等に所属した。現役時代のポジションはラインバッカー。

## 経歴
ラトガース大学では2009年、2010年とディフェンシブラインマンとしてプレイした。2011年7月28日、ドラフト外フリーエージェントでマイアミ・ドルフィンズと契約を結んだ。アリーナフットボールリーグのシカゴ・ラッシュでプレーした後、12月にドルフィンズのプラクティス・スクワッドに加わった。
2012年のプレシーズンゲームではチーム3位の12タックルをあげて、最終ロースターカットに残ったが、セントルイス・ラムズを解雇されたサミー・ブラウンをドルフィンズが獲得したことから9月1日に解雇された。プラクティス・スクワッドを経て9月8日にアクティブロースターに昇格した。

## 人物
ドワイト・フリーニー（Dwight Freeney）の遠い従兄弟であるが、彼の家族はFreeneyのeが1つ抜けている。